# Onus probandi
El onus probandi (‘carga de la prueba’) es una expresión latina del principio jurídico que señala quién está obligado a probar un determinado hecho ante los tribunales.                  
El fundamento del onus probandi radica en un viejo aforismo de derecho que expresa que «lo normal se entiende que está probado, lo anormal se prueba». Por tanto, quien invoca algo que rompe el estado de normalidad, debe probarlo («affirmanti incumbit probatio»: ‘a quien afirma, incumbe la prueba’). Básicamente, lo que se quiere decir con este aforismo es que la carga o el trabajo de probar un enunciado debe recaer en aquel que rompe el estado de normalidad (el que afirma poseer una nueva verdad sobre un tema).
En Academia, el onus probandi significa que quien realiza una afirmación, posee la responsabilidad de probar lo dicho. Entre los métodos para probar un negativo, se encuentran la regla de inferencia lógica modus tollendo tollens («que es la base de la falsación en el método científico») y la reducción al absurdo.

## Aplicaciones
El onus probandi se manifiesta en diversas ramas del Derecho: 
- En el Derecho civil: se manifiesta principalmente en la prueba de la existencia de una obligación (que corresponde al acreedor) y en la prueba de la extinción de la obligación (que corresponde al deudor).
- En el Derecho tributario: en los procedimientos de aplicación de los tributos, quien haga valer su derecho deberá probar los hechos constitutivos del mismo.[1]
- En el Derecho penal: el onus probandi es la base de la presunción de inocencia de cualquier sistema jurídico que respete los derechos humanos. Significa que para toda persona se presume su inocencia hasta que se demuestre su culpabilidad. Es una presunción que admite prueba en contrario, pero en la cual lo relevante es que quien acusa es quien tiene que demostrar la acusación, es decir, el acusado no tiene que demostrar su inocencia, ya que de ella se parte.
- En el Derecho laboral: en los casos de despido la carga de la prueba recae tanto en el trabajador, quien tiene que probar que las causas del despido lesionan sus derechos, y también en el empleador quien debe acreditar que las causas de despido fueron justas. En la Argentina en el fuero Laboral "se invierte la carga de la prueba" es decir que en un juicio laboral por un accidente de trabajo, es el demandado, generalmente la ART (Aseguradora de Riesgo de Trabajo) quien debe demostrar que el hecho reclamado por el trabajador (siendo este un hecho controvertido) no sucedió o sucedió de una forma distinta.
- En el Derecho procesal: se dice que quien tiene la titularidad de la carga de la prueba es la parte que persigue los efectos jurídicos en función de los hechos que sustentan su pretensión (teoría de Michelli - teoría de la carga de la prueba según el efecto jurídico perseguido por las partes); asimismo, dichos presupuestos deben estar contemplados en la norma con la finalidad de que sean de aplicación en el proceso mismo. En caso contrario, la misma no se le aplicará, quedando sin sustento su pretensión o defensa (teoría de Rosemberg - teoría normativa). La carga de la prueba durante el litigio tiene una doble dimensión: una carga de prueba formal, al corresponder a las partes probar los hechos introducidos en sus alegaciones y una carga de prueba material, al ofrecer al tribunal un criterio para resolver dudas sobre medios probatorios desestimando las pretensiones según corresponda a unos u otros la carga de probar los hechos inciertos.

## Derecho
La carga de la prueba no puede ser predeterminada por la ley, sino que su distribución se debe basar en dos principios: el 'principio ontológico' y el 'principio lógico'.
El principio ontológico determina la carga de la prueba sobre la base de la naturaleza de las cosas de modo tal que se presumen determinados hechos sobre la base de las cualidades que generalmente tienen las personas, cosas o fenómenos y en consecuencia debe probarse lo contrario; por ejemplo, si se presume la inocencia de las personas es porque estas generalmente no cometen delitos y en consecuencia lo extraordinario será que sí los cometan, siendo lo extraordinario lo que debe probarse frente a lo ordinario, que es lo que se presume.
El principio lógico, por su parte, considera que es más fácil probar las afirmaciones positivas que las afirmaciones negativas, de modo tal que quien hace una afirmación positiva tiene que probar frente al que hace una afirmación negativa (proponer lo contrario es lo que se denomina prueba inquisitorial o prueba diabólica). Ello implica que en realidad la carga de la prueba no le corresponde a quien afirma un hecho, sino a quien se encuentra en mejor capacidad para probar.